# 西方美术史十五讲
《西方美术史十五讲》为北京大学艺术学院教授丁宁所著，出版于2003年，是北京大学等联合推出的“大学素质教育通识课系列教材”之一。2007年，繁体版本以《西方美術史的十五堂課》的名稱在台湾出版。
《西方美术史十五讲》介绍了上起爱琴文明下至现代主义期间西方美术的发展脉络。评论认为，此书对西方美术史进行了深入的介绍，避免泛泛而谈；介绍作品的同时也对作品的文化内涵进行了阐释；对一些问题给出了推想或是开放性的解答。 评论称，此书语言流畅、灵动、简洁、准确，延深了读者对西方美术的理解。